# Ludwig Cramolini (Sänger)

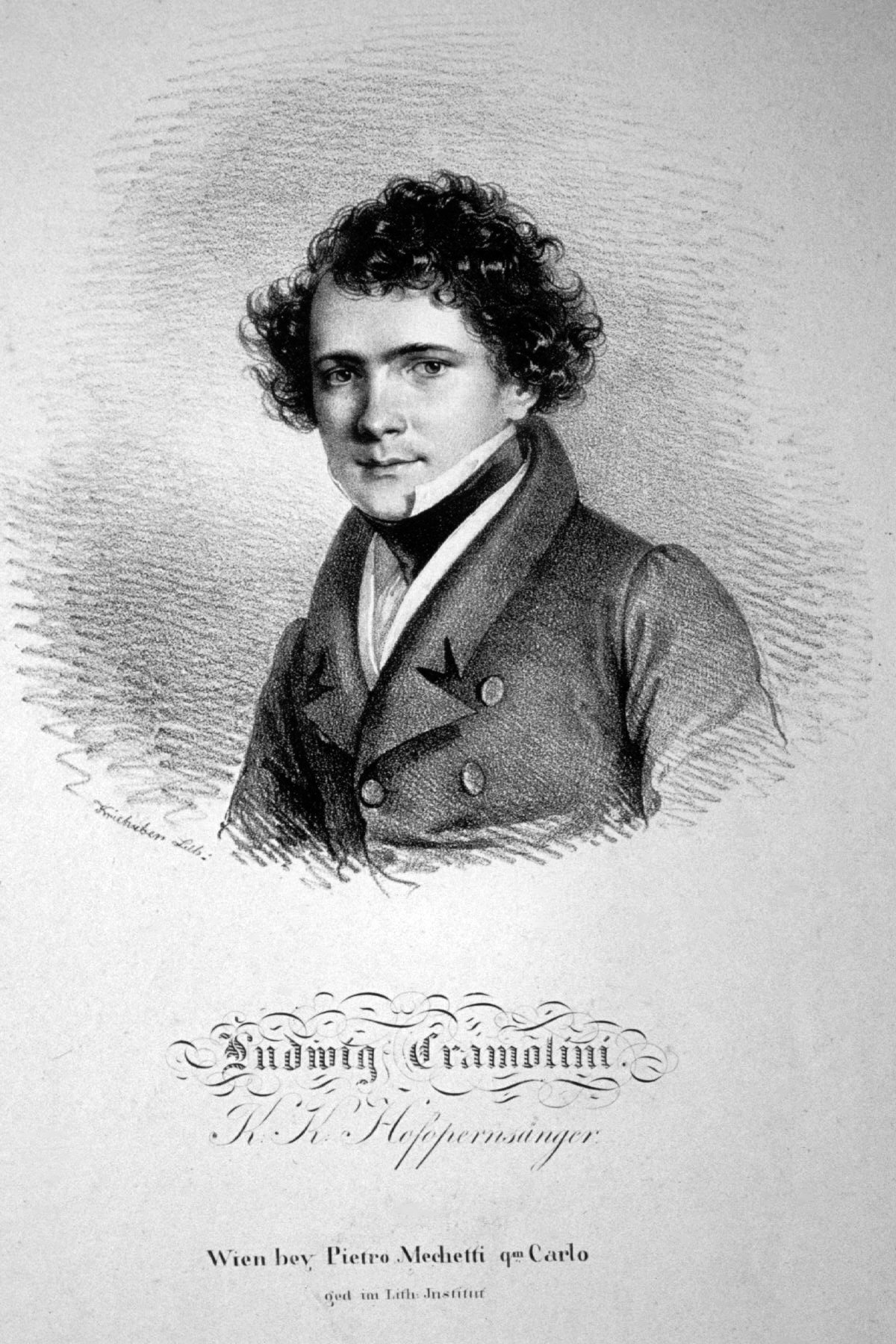
Ludwig Cramolini, Lithografie von Josef Kriehuber (1800–1876)

Ludwig Joseph Cramolini, eigentlich Ludwig Joseph Kramolin (20. März 1805 in Wien, Kaisertum Österreich – 28. Oktober 1884 in Darmstadt) war ein österreichischer Opernsänger (Tenor) und Regisseur.

## Leben
Er begann zunächst am 20. Juli 1819 ein Studium der Malerei an der Wiener Akademie der bildenden Künste, wechselte dann aber zur Musik. Am 27. Februar 1824 debütierte er in Wien in der Oper Joconde von Nicolas Isouard und war anschließend bis 1837 am Theater am Kärntnertor engagiert. 1826/27 war er mit der Opernsängerin Nanette Schechner verlobt, außerdem gehörte er zum Freundeskreis um Franz Schubert. Mehrmals traf er auch mit Ludwig van Beethoven zusammen, den er erstmals 1818 in Mödling besuchte, das letzte Mal im Februar 1827, zusammen mit seiner Verlobten. An beide Komponisten hinterließ er umfangreiche Erinnerungen.
Ab 1837 war Cramolini in Braunschweig tätig, wo er sich großer Beliebtheit erfreute und Herzog Wilhelm von Braunschweig ihn für seine Privatgalerie porträtieren ließ. 1841 wurde er Mitglied des Hoftheaters in Darmstadt, wo er erneut große Triumphe feierte und ab Februar 1858 auch als Opernregisseur arbeitete. 1874 beging er sein 50-jähriges Künstlerjubiläum und trat bald darauf in den Ruhestand.
Aus der Darmstädter Zeit ist ein Brief von Remigius Adrianus Haanen an Cramolini erhalten.

## Familie
Cramolini war ein Sohn des aus Böhmen stammenden Malers Johann Baptist Cramolini (29. Dezember 1776 in Karlsbad – 21. November 1843 in Wien) aus dessen Ehe mit Anna Englert. Sein Bruder war der Maler Eduard Cramolini (16. Juli 1807 in Wien – 13. Oktober 1881 ebenda).